# オダイバ!!超次元音楽祭
オダイバ!!超次元音楽祭（おだいば ちょうじげんおんがくさい、英: BEYOND THE DIMENSION MUSIC FESTIVAL）は、フジテレビで放送されているアニメソングの音楽番組。

## 概要
2次元・2.5次元コンテンツに焦点を当てて、これまでの地上波番組では実現し得なかった音楽祭を「次元を超えて」展開する。『FNS歌謡祭』の制作チームが制作にあたり、アニメやゲームなどの2次元コンテンツや2.5次元コンテンツで人気を集めるアーティストを集結させ、最新エンタメ情報とともにバナナマン司会のゲストトークとライブパートで魅力を深掘りする構成とした。CS放送フジテレビTWOでは、地上波未放送のトークやバックステージ映像を加えた完全版を放送する。
企画・演出の浜崎綾は、地上波音楽番組の出演者の入れ替わりが少なく行き詰まりを感じる中で、以前から趣味として好んでいた歌唱力や音楽性の高いアニメソングのアーティストを出演させることを考案し、「FNS歌謡祭」での水樹奈々とさだまさしの共演歌唱を皮切りに『MUSIC FAIR』や『FNS歌謡祭』を通じアニメソングアーティストとの信頼関係を構築する。その後2018年春より2019年春の放送を目標にアニメソング音楽祭番組の制作準備に着手し当初編成部門や管理職には受けが悪い状況ながらも社内調整を行い、その後、子持ちの社員の子どもからの好評やアニメソングの熱量を知る社員が各部署にいた事もあって理解が広がり番組実現に至った。
放送枠は限られた人選とならぬよう2時間枠を確保し、番組構成は知らない視聴者でも引っかかるポイントが有るような演出とし、プロフィールも丁寧に紹介しつつ声優のタレント性を引き出しライブパートでは定番曲を揃え「アニソンに詳しくない人にとってのいい"見本市"」のような番組を意識した。
MCの人選についてはアニメソング好きのタレントを起用した場合に初心者にわからない部分が飛ばされてしまう事を危惧し、アニメソングに詳しくなくともアーティストへのリスペクトやゲストの良さを引き出せるタレントとしてバナナマンが起用された。また第2回を除き三上真奈アナウンサーもアシスタントとして出演。

## 第1回
スタジオセットは360度を観客に囲まれる形で観客のコールやサイリウムの光も放送に乗せてアニメソングライブの空気感を届ける形とし、『FNS歌謡祭』同様盛り上がりを維持するため観客の入れ替わりも細かくされ、出演アーティストがやりづらさを感じないよう全てにおいて魅力を届けることを大事にした。
放送時間
- フジテレビ（関東ローカル）：2020年1月3日 0:50 - 2:50（1月2日深夜）
- フジテレビNEXT：2020年1月24日 22:00 - 25日 1:00（完全版）
- BSフジ：2020年3月1日 1:00 - 3:00（2月29日深夜・地上波版）
- フジテレビTWO：3月12日 19:00 - 22:00（完全版）

ゲスト
- 藍井エイル
- 蒼井翔太
- Aqours[メンバー 1]
- 小倉唯
- ClariS
- GRANRODEO
- CHiCO with HoneyWorks[注 1]
- TrySail
- 中島愛
- 花澤香菜
- 平野綾
- 水樹奈々
- 水瀬いのり
- 宮野真守
- ミュージカル『刀剣乱舞』刀剣男士[メンバー 2]
- Roselia[メンバー 3]
- やなぎなぎ
- 神前暁[注 2]

セットリスト・放送内容

## 第2回
第1回放送の際にTwitterにて13万件のツイートが発信されるなど反響の大きさを鑑み、2020年10月には第2回「2020無観客でも心はひとつ!!編」を放送。タイトルの通り、第1回とは異なり非公開形式の収録となったが、視聴者にライブ感を与えるべく双方向企画として「あなたのスマホがペンライトに!!放送を観ながら自宅でライブのように盛り上がろう!!」も企画され、スマートフォンをペンライト代わりに発光させる特設ページを設けて視聴者に振らせライブパート時に発光色が変化したりTwitterの番組ハッシュタグ「#超次元音楽祭」に寄せられたツイート数に応じて特別なエフェクトが発動する趣向とした。
放送時間
- フジテレビ（関東ローカル）：2020年10月7日 0:25 - 2:05（10月6日深夜）

当初は2020年10月7日 0:25 - 1:55を予定していたが、面白いシーンが多くなった為延長となった。
- フジテレビTWO：2020年10月10日 21:00 - 23:00（完全版）
- BSフジ：2021年2月7日 1:00 - 2:40（2月6日深夜・地上波版）

ゲスト
- angela
- 内田真礼
- Disney 声の王子様 Voice Stars[メンバー 4]
- 下野紘
- SparQlew
- TRUE
- Night Ravens[メンバー 5]
- fripSide
- Poppin'Party[メンバー 6]
- 水樹奈々
- 水瀬いのり
- 宮野真守
- なかやまきんに君[注 4]

## 第3回
「ヨコハマからハッピーバレンタインフェス2021編」と題してぴあアリーナMMにて初のリアルイベントとしてアリーナライブ形式での公開収録を実施、「PIA LIVE STREAM」を用いてインターネットでの有料生配信を行なった。また、ダイジェスト・ディレクターズカット版を後日テレビ放送した。
公演時間
- DAY1：2021年2月13日 15:30 - 20:00
- DAY2：2021年2月14日 15:30 - 19:40

当初は両日とも16:00からを予定していたが、新型コロナウイルス対策の特別措置法に基づく、緊急事態宣言の再発令により前倒しとなった。
放送時間
- フジテレビ（関東ローカル・ダイジェスト）：2021年3月21日 1:45 - 3:15（3月20日深夜）
- フジテレビTWO（ディレクターズカット版）：2021年3月21日 21:00 - 22:30（DAY1）・22:30 - 24:00（DAY2）
- BSフジ：2021年8月1日 1:00 - 2:30（7月31日深夜・地上波版）

ゲスト
| DAY1 - 藍井エイル - オーイシマサヨシ・OxT - GRANRODEO - 仲村宗悟 - Poppin'Party - ミュージカル『刀剣乱舞』刀剣男士 | DAY2 - Aqours - TRUE - 早見沙織 - ReoNa - Roselia |

## 第4回
「Z世代のスター大集合SP」と題して、第2回同様に非公開形式のスタジオ収録となっている。この回は『Love music』の差し替え扱いとなるため、概ね同番組に準じて地上波の地方系列局でも放送された。
放送時間
- フジテレビ（下記6局とテレビ大分[注 5]を除いた21局ネット）：2021年8月16日 0:30 - 1:25（8月15日深夜）
  - テレビ宮崎：2021年8月16日 0:55 - 1:50（8月15日深夜。フジテレビより25分遅れで放送）
  - テレビ西日本：2021年8月16日 1:30 - 2:25（8月15日深夜。フジテレビより1時間遅れで放送）[注 6]
  - 沖縄テレビ放送：2021年8月18日 0:30 - 1:30（8月17日深夜。フジテレビより2日遅れで放送）
  - 北海道文化放送：2021年8月18日 0:55 - 1:50（8月17日深夜。同上）
  - 関西テレビ放送：2021年8月18日 1:55 - 2:59（8月17日深夜。同上）
  - テレビ長崎：2021年8月21日 1:00 - 1:55（8月20日深夜。フジテレビより5日遅れで放送）[注 7]
- フジテレビTWO：2021年8月20日 22:00 - 23:30

ゲスト
- 天月-あまつき-[注 1]
- 上坂すみれ
- 内田雄馬
- すとぷり[注 8]
- 寺島拓篤
- 舞台『ヒプノシスマイク』[メンバー 8]
- Liella![メンバー 9]

## 第5回
「ヨコハマからハッピーバレンタインフェス2022」として前年に引き続いてぴあアリーナMMでのライブを開催。日本コカ・コーラのスマートフォンアプリ「Coke On」が協賛し、同アプリ内で出演歌手によるトーク企画動画やチケットプレゼントを実施した。
公演時間
- DAY1：2022年2月12日 16:00 - 20:00
- DAY2：2022年2月13日 16:00 - 20:00

放送時間
- フジテレビ（関東ローカル・ダイジェスト）：2022年3月20日 1:45 - 2:55（3月19日深夜）
- フジテレビTWO（ディレクターズカット版）：2022年3月27日 21:00 - 22:30（DAY1）・22:30 - 24:00（DAY2）

ゲスト
| DAY1 - angela - 上坂すみれ - 鬼頭明里 - ClariS - CHiCO with HoneyWorks - 水樹奈々 - あかせあかり | DAY2 - 内田雄馬 - ウマ娘 - GRANRODEO - 花澤香菜 - ミュージカル『刀剣乱舞』刀剣男士 - Liella! |

## 第6回
「有観客ライブ復活SP」と題し、スタジオ収録としては第1回以来2年9ヶ月ぶりの有観客収録を実施。第4回同様に『Love music』の差し替え扱いとなるが、同番組のネット局でも編成の都合上ネットを見送った局もあった。
放送時間
- フジテレビ（全国14局ネット）：2022年10月3日 0:40 - 1:50（10月2日深夜） ※同時ネット局：岩手めんこいテレビ・仙台放送・さくらんぼテレビジョン・福島テレビ・長野放送・富山テレビ放送・石川テレビ放送・テレビ静岡・山陰中央テレビ・テレビ西日本・テレビ長崎・テレビ熊本・テレビ宮崎
  - 関西テレビ放送：2022年10月5日 2:09 - 3:19（8月17日深夜。フジテレビより2日遅れで放送）
- フジテレビTWO（90分拡大版）：2022年10月15日 22:00 - 23:30

ゲスト
- 1Nm8
- 岡咲美保
- QUEENDOM feat. RAB
- ClariS
- halca with 鈴木愛奈
- 宮野真守
- Liella![メンバー 11]

## 第7回
「ヨコハマからハッピーバレンタインフェス2023」と題してぴあアリーナMMでのライブを開催。
公演時間
- DAY1：2023年2月11日 16:00 - 20:10
- DAY2：2023年2月12日 16:00 - 20:30

放送時間
- フジテレビ（関東ローカル・ダイジェスト）：2023年4月3日 0:30 - 1:50（4月2日深夜）
- フジテレビTWO（ディレクターズカット版）：2023年4月21日 22:00 - 24:00（DAY1）・4月22日 22:00 - 24:00（DAY2）

ゲスト
| DAY1 - angela - 入野自由 - 大橋彩香 - 畠中祐 - 宮野真守 - ミュージカル『刀剣乱舞』刀剣男士 - R3BIRTH - GuilDrops（オープニングアクト） | DAY2 - 内田真礼 - ウマ娘 プリティーダービー - ClariS - GRANRODEO - 三森すずこ - Morfonica - 山下大輝 - Liella! |

この他、藍井エイルが2日目に出演予定としていたが、長期療養による活動休止に伴いキャンセルとなった。

## 第8回
「真夏の冒険王LIVE」と題して青海臨時駐車場内のお台場冒険王イベントステージ「SUMMER SPLASHスタジアム」にて公開収録ステージを開催。
公演時間
- 2023年8月14日 13:30 - 16:20

放送時間
- フジテレビ（関東ローカル・ダイジェスト）：2023年9月25日 0:30 - 1:50（9月24日深夜）
- フジテレビTWO（ディレクターズカット版）：2023年10月4日 20:30 - 21:40

ゲスト
- 逢田梨香子
- ASCA
- 上坂すみれ
- 内田雄馬
- 虹ヶ咲学園スクールアイドル同好会[メンバー 16]
- 前田佳織里
- 宮野真守

## 第9回
「フユフェス2024」と題してぴあアリーナMMにて開催。
公演時間
- DAY1：2024年2月24日 16:00 - 20:05
- DAY2：2024年2月25日 16:00 - 20:25

放送時間
- フジテレビ（関東ローカル・ダイジェスト）：2024年4月3日 0:55 - 2:05（4月2日深夜）
- フジテレビTWO（ディレクターズカット版）：2024年4月11日 22:00 - 24:00（DAY1）・4月18日 22:00 - 24:00（DAY2）

ゲスト
| DAY1 - Aqours - 上坂すみれ - ウマ娘 プリティーダービー - ClariS - 茅原実里 - TRUE - ReoNa - フジコーズ（オープニングアクト） | DAY2 - 内田雄馬 - 鬼頭明里 - 鈴木愛奈 - 仲村宗悟 - 畠中祐 - ももいろクローバーZ - Liella! - フジコーズ（オープニングアクト） |

## 第10回
「真夏の冒険王LIVE 2024」と題してお台場冒険王イベントステージ「ISALND♥STADIUM」にて公開収録ステージを開催。
公演時間
- 2024年8月21日 13:00 - 16:00

放送時間
- フジテレビ（関東ローカル・ダイジェスト）：2024年10月2日 1:05 - 2:05（10月1日深夜）
- フジテレビTWO（ディレクターズカット版）：2024年10月25日 22:00 - 23:10

ゲスト
- 逢田梨香子
- 蒼井翔太
- 内田雄馬
- 小倉唯
- KALEIDOSCORE[メンバー 21]
- 千葉翔也
- harmoe
- MindaRyn

## 第11回
「フユフェス2025」と題してぴあアリーナMMにて開催。
公演時間
- 2025年2月23日 16:00 - 20:30

放送時間
- フジテレビ（関東ローカル・ダイジェスト）：2025年4月4日 24:15 - 25:15（4月3日深夜）
- フジテレビTWO（ディレクターズカット版）：2025年4月26日 23:00 - 25:00

ゲスト
- Aqours[メンバー 22]
- オーイシマサヨシ
- 小倉唯
- ClariS
- 千葉翔也
- TRUE
- Liella![メンバー 23]
- ReoNa
- フジコーズ（オープニングアクト）

## スタッフ
第8回時点
- ナレーション：杉田智和
- 構成：ゆーやん
- TD：米山和孝（第1回はSW兼任）
- SW：長尾康平
- CAM：中田麟太郎（第8回）
- VE：西野孝夫（第8回）
- LD：森脇靖史（第8回）
- AUD：伊藤裕二（第8回）
- 美術プロデューサー：三竹寛典（第1回 - ）
- 美術デザイン：鈴木賢太（第1回 - ）
- アートコーディネーター：西嶋友里（第1回 - ）
- 大道具：山寺宏幸（第8回）
- アクリル装飾：伊藤幸枝（第8回）
- CG：岩瀬直孝（第1回 - ）
- 編集：永井慎二（第8回）
- MA：藤井啓介（第8回）
- 音響効果：大平拓也（第1回 - ）
- 編成：長嶋大介（第1回 - ）
- TK：平野美紀子（第1回 - ）
- デスク：鈴木桂子（第1回 - ）
- 技術協力：fmt、明光セレクト、サンフォニックス・田中電設、共立（サンフォ・田中電→第1回 - 、明光→第1,8回）
- 美術協力：フジアール・チトセアート・ナカムラ綜美・テルミック、山田かつら（フジアー〜テルミ第1回 - 、山田かつ→第1回から途中までメイク）
- 制作協力：共同テレビ（第1回は技術協力）
- 制作統括：太田一平（第1,8回）
- 制作進行：相場優衣子
- FD：松舘ちひろ（第1,8回）
- ディレクター：黒岩栄治（第1回 - ）、萩原渓太郎、望月浩平、野原理奈、友村円香、中村舞（萩原〜中村→第8回）
- プロデューサー（第1回 - ）：中村峰子、後藤夏美
- プロデュース・演出：浜崎綾（第1回 - ）
- 制作協力：フジテレビ

過去
- SW：前田正道
- CAM：片野裕史（第1回 - ）、田辺絢一
- VE：小幡茂樹（第1回）
- 音声：太田宗孝（第1回 - ）、唐渡健夫、杉本雄亮、篠原佑季
- PA：溝口賢蔵（第1回 - ）
- 照明：紙透貴仁（第1回）、森崎靖歴（第1回 - ）、堀江泰輔
- 美術デザイン：西出光豊
- 大道具：藤沢和雄（第1回）、浅見大（第1回 - ）、井田正也
- アクリル装飾：斉藤祐介（第1回 - ）
- アートフレーム：坂脇伸吾（第1回 - ）
- ファイバーワーク：西村怜子
- 電飾：後藤佑介・浅野辰也（第1回 - ）、白鳥雄一
- 植木装飾：後藤健
- 視覚効果：猪俣悟（第1回）、倉谷美奈絵（第1回 - ）
- 歌唱時映像協力（第1回）
  - 『魔法少女まどか☆マギカ』（C）Magica Quartet/Aniplex・Madoka Partners・MBS
  - 『エロマンガ先生』（C）2018 伏見つかさ/KADOKAWA アスキー・メディアワークス/EMP
  - 『化物語』（C）西尾維新/講談社・アニプレックス・シャフト
  - 『マクロスF』（C）BIGWEST/MACROSS PROJECT・MBS
  - 『やはり俺の青春ラブコメはまちがっている。』（C）渡航、小学館/やはりこの製作委員会はまちがっている。
  - 『やはり俺の青春ラブコメはまちがっている。続』（C）渡航、小学館/やはりこの製作委員会はまちがっている。続
  - 『涼宮ハルヒの憂鬱』（C）2006谷川流・いとうのいぢ/SOS団（C）2007・2008・2009 谷川流・いとうのいぢ/SOS団
  - 『ラブライブ!サンシャイン!!』（C）2017 プロジェクトラブライブ!サンシャイン!!
  - 『銀魂』（C）空知英秋/集英社・テレビ東京・電通・BNP・アニプレックス
- 編集：十文字美賀（第1回完全版）、山口香織（第1回 - ）
- MA：片桐麻莉子（第1回 - ）
- ペイント：吉澤真純（第1回 - ）
- イラスト：UMA
- 音響効果：野呂楓子（第1回 - ）
- 編成プロデュース：岡本栄史（第1回・第2回完全版）
- 広報：佐々木順子（第1回）
- 技術協力：ピーシーライツ・東京TUBE・4-Legs（第1回 - ）
- 美術協力︰エスケイシステム（第1回 - ）、興進電化、野沢園、東京特殊効果
- 制作協力：スマイルオン（第1回）、IMAGICA（第1回 - ）、クリーク・アンド・リバー社
- 衣装協力：Viscotecs make your brand×KEISUZUKI・KAZA（第1回）、[Milok]、Viaggio Blu、ABISTE
- FD：大野悟・渡辺由貴・花輪研斗（第1回）、古田萌
- ディレクター：後藤悠樹・川上惇・吉本裕亮（第1回）、島田和正（第1回 - ）、樋川優美
- プロデューサー（第1回 - ）：相良和矢